# Indywidualne mistrzostwa Oceanii na żużlu
Indywidualne mistrzostwa Oceanii na żużlu – żużlowe rozgrywki, organizowane od 2019 r. przez FIM Oceania.

## Historia
Rozegranie pierwszych indywidualnych mistrzostw Oceanii zostało zaplanowane na 23 listopada 2019 roku na torze w Gillman, znajdującym się w obszarze metropolitalnym Adelaide. Przyjęto otwartą formułę zgłoszeń, przez co oprócz Australijczyków (Nowozelandczycy nie wzięli udziału), w zawodach wzięli udział zawodnicy z Danii (Emil Grondal), Niemiec (Ben Ernst), Polski (Szymon Szlauderbach) i Wielkiej Brytanii (Daniel Bewley, Charles Wright, Tom Brennan i Kyle Bickley). Turniej rozegrano według formuły Grand Prix, tj. 20 biegów rundy zasadniczej, 2 półfinały, i finał. Pierwszym mistrzem kontynentu został Australijczyk Jack Holder zwyciężając przed rodakiem Jaimonem Lidseyem i Brytyjczykiem Danielem Bewleyem.
Kolejną edycję turnieju, również mającą odbyć się w Gillman zaplanowano na 30 stycznia 2021 roku, ale z powodu pandemii COVID-19 zostały one przełożone na 28 grudnia, a następnie rok później na 28 grudnia 2022 roku.

## Medaliści
| Rok                                   | Miejsce | Złoto                                                    | Srebro        | Brąz          | Źr.   |
| ------------------------------------- | ------- | -------------------------------------------------------- | ------------- | ------------- | ----- |
| 2019                                  | Gillman | Jack Holder                                              | Jaimon Lidsey | Daniel Bewley | [ 2 ] |
| W roku 2020 mistrzostw nie rozegrano. |         |                                                          |               |               |       |
| 2021                                  | Gillman | Mistrzostwa zostały odwołane z powodu pandemii COVID-19. |               |               |       |
| 2022                                  | Gillman | Adam Ellis                                               | Jason Doyle   | Tai Woffinden | [ 4 ] |
| W roku 2023 mistrzostw nie rozegrano. |         |                                                          |               |               |       |
| 2024                                  | Gillman | Jaimon Lidsey                                            | Tai Woffinden | Brady Kurtz   | [ 5 ] |
| 2025                                  | Gillman | Rohan Tungate                                            | Jaimon Lidsey | James Pearson | [ 6 ] |

## Klasyfikacja medalowa

### Według zawodników
Stan po sezonie 2025
| Lp. | Zawodnik      | Państwo         | Lata      | Złoto | Srebro | Brąz | Razem |
| --- | ------------- | --------------- | --------- | ----- | ------ | ---- | ----- |
| 1.  | Jaimon Lidsey | Australia       | 2019–2025 | 1     | 2      | –    | 3     |
| 2.  | Jack Holder   | Australia       | 2019      | 1     | –      | –    | 1     |
| 2.  | Adam Ellis    | Wielka Brytania | 2022      | 1     | –      | –    | 1     |
| 2.  | Rohan Tungate | Australia       | 2025      | 1     | –      | –    | 1     |
| 5.  | Tai Woffinden | Wielka Brytania | 2022–2024 | –     | 1      | 1    | 2     |
| 6.  | Jason Doyle   | Australia       | 2022      | –     | 1      | –    | 1     |
| 7.  | Daniel Bewley | Wielka Brytania | 2019      | –     | –      | 1    | 1     |
| 7.  | Brady Kurtz   | Australia       | 2024      | –     | –      | 1    | 1     |
| 7.  | James Pearson | Australia       | 2025      | –     | –      | 1    | 1     |

### Według państw
Stan po sezonie 2025
| Lp. | Państwo         | Złoto | Srebro | Brąz | Razem |
| --- | --------------- | ----- | ------ | ---- | ----- |
| 1.  | Australia       | 3     | 3      | 2    | 8     |
| 2.  | Wielka Brytania | 1     | 1      | 2    | 4     |